# KinKi Kids
KinKi Kids é uma dupla pop japonesa da agência Johnny & Associates. Os membros são Koichi Domoto e Tsuyoshi Domoto. Eles se tornaram um dos grupos mais bem sucedidos do Japão, vendendo mais de 26 milhões de cópias até 2015.

## Carreira
Eles debutaram em 1997 com o single Garasu no Shounen (Glass Boy), fazendo com que eles ficassem em primeiro lugar do Oricon por várias semanas. Eles tem um próprio programa de TV chamado Domoto Kyoudai (Os irmãos Domoto).
Para comemorar o 10º aniversário da dupla em 21 de julho de 2007, eles lançaram um álbum Best-Hit de 10º aniversário titulado 39 em 18 de julho de 2007. O número 39 é lido como "san-kyuu" em japonês, e a pronúncia é parecida com a pronúncia de "thank you" em inglês, significando como um agradecimento do KinKi Kids pelo apoio dos fãs nesses últimos 10 anos.

## Discografia

### Álbuns
- A Album (21 de julho de 1997)
- B Album (12 de agosto de 1998)
- C Album (4 de agosto de 1999)
- D Album (13 de dezembro de 2000)
- E Album (25 de julho de 2001)
- F Album (26 de dezembro de 2002)
- G Album: 24/7 (22 de outubro de 2003)
- H Album: H.A.N.D. (16 de novembro de 2005)
- I Album: iD (14 de dezembro de 2006)
- Φ (Phi) (14 de novembro de 2007)
- J Album (9 de dezembro de 2009)
- K Album (2011)

Compilações
- KinKi Single Selection (17 de maio de 2000)
- KinKi Single Selection 2 (22 de dezembro de 2004)
- 39 (18 de julho de 2007)

Outros álbuns
- KinKi Karaoke Single Selection (2000)

### Singles
- Garasu no Shounen (硝子の少年) (21 de julho de 1997)
- Aisareru Yori Aishitai (愛されるより 愛したい) (12 de novembro de 1997)
- Jetcoaster Romance (ジェットコースター・ロマンス) (22 de abril de 1998)
- Zenbu Dakishimete / Ao no Jidai (全部だきしめて／青の時代) (29 de julho de 1998)
- Happy Happy Greeting / Cinderella Christmas (Happy Happy Greeting／シンデレラ・クリスマス) (9 de dezembro de 1998)
- Yamenai de, Pure (やめないで,PURE) (24 de fevereiro de 1999)
- Flower (フラワー) (26 de maio de 1999)
- Ame no Melody / to Heart (雨のMelody／to Heart) (6 de outubro de 1999)
- Suki ni Natteku Aishiteku / KinKi no Yaru Ki Manman Song好きになってく 愛してく／KinKiのやる気まんまんソング)  (8 de março de 2000)
- Suki ni Natteku Aishiteku / KinKi no Yaru Ki Manman Song (好きになってく 愛してく／KinKiのやる気まんまんソング)  (21 de junho de 2000)
- Boku no Senaka ni wa Hane ga Aru (ボクの背中には羽根がある) (7 de fevereiro de 2001)
- Jounetsu (情熱) (23 de maio de 2001)
- Hey! Minna Genki Kai? (Hey! みんな元気かい?) (14 de novembro de 2001)
- Kanashimi Blue (カナシミ ブルー) 9 de maio de 2002)
- solitude: Shinjitsu no Sayonar (solitude～真実のサヨナラ～) (23 de outubro de 2002)
- Eien no Bloods (永遠のBLOODS) (9 de abril de 2003)
- Kokoro ni Yume wo Kimi ni wa Ai wo / Gira Gira (心に夢を君には愛を／ギラ☆ギラ) (18 de junho de 2003)
- Hakka Candy (薄荷キャンディー) (13 de agosto de 2003)
- Ne, Ganbaru yo (ね、がんばるよ。) (15 de janeiro de 2004) (Escrita por Miwa Yoshida do Dreams Come True)
- Anniversary (22 de dezembro de 2004)
- Velvet no Yami (ビロードの闇) (15 de junho de 2005)
- Snow! Snow! Snow! (21 de dezembro de 2005)
- Natsu Moyou (夏模様) (26 de julho de 2006)
- Harmony of December (29 de novembro de 2006)
- Brand New Song (25 de abril de 2007)
- Eien ni (永遠に) (12 de setembro de 2007)
- Secret Code (27 de agosto de 2008)
- Yakusoku (約束) (28 de janeiro de 2009)
- Swan Song (スワンソング) (28 de outubro de 2009)
- Family ~Hitotsu ni naru koto (Family ～ひとつになること) (01 de dezembro de 2010)
- Time (15 de junho de 2011)
- Kawatta Katachi no Ishi (変わったかたちの石) (11 de janeiro de 2011)

## Vídeos
- KinKi Kids with 35 Live (萬人ファン世紀の)
- KinKi Kids 96 YoYogi White Theater
- KinKi Kids 97 Lawson Presents
- Us (20 de maio de 1998)
- KinKi Kids 3 Days Panic! at Tokyo Dome '98-'99 (20 de abril de 1999)
- KinKi KISS Single Selection (9 de maio de 2001)
  - VHS Title: "KinKi KISS Single Selection 1" and "KinKi KISS Single Selection 2"
- KinKi Kids Returns! 2001 Taipei Concert (5 de setembro de 2001)
- -ISM(9 de janeiro de 2002)
  - VHS Title: -ISM
- KinKi Kids F Dome Concert ~Fun Fan Forever~ (3 de dezembro de 2003)
- KinKi KiSS 2 Single Selection (14 de Julho de 2004)
  - VHS Title: "KinKi KISS 3 Single Selection"
- KinKi Kids Dome Tour 2004-2005 Font De Anniversary (3 de agosto de 2005)
- We are Φn' 39!! and U? KinKi Kids Live in Dome 07-08 (18 de junho de 2008)
- KinKi you (30 de setembro de 2009)
- KinKi Kids concert tour J (11 de agosto de 2010)
- KinKi Kids 2010-2011 ~Kimi mo Domoto Family (KinKi Kids 2010-2011 ～君も堂本FAMILY～) (11 de agosto de 2010)

## Filmografia

### Programas de TV
- KinKi Daibouken (NTV: 7 de Abril de 1996 - 29 de Setembro de 1996)
- KinKi Daihousou (NTV: 6 de Outubro de 1996 - 29 de Março de 1998)
- Maketara Akan (Fuji TV: 14 de Outubro de 1996 - 17 de Março de 1997)
- Toki-kin Kyuukou! Suki Dayo! Suki Yanen (TBS: 16 de Outubro de 1996 - 12 de Março de 1997)
- Barikin Kenja No Senryaku (TBS: 17 de Outubro de 1996 - 11 de Setembro de 1997)
- Love Love Ashiteru (Fuji TV: 19 de Outubro  de1996 - 31 de Março de 2001)
- Star Dokkiri Daisakusen (Fuji TV: 12 de Abril de 1997 - 15 de Setembro de 1997)
- Gyu! To Dakishimetai (NTV: 5 de Abril de 1998 - 17 de Setembro de1998)
- KinKi Kids No Gyu (NTV: 4 de Outubro de 1998 - 26 de Setembro de 1999)
- Domoto Kyoudai (Fuji TV: 8 de Abril de 2001 - atualmente)

### Doramas
- Ningen. Shikkaku (TBS: 8 de Julho de 1994 - 23 de Setembro de 1994)
- Wakaba No Koro (TBS: 12 de Abril de 1996 - 29 de Setembro de 1996)
- Bokura No Yuuki. Miman Toshi (NTV: 18 de Outubro de 1997 - 20 de Dezembro de 1997)

### Comerciais de TV
- House Foods (Janeiro de 1995 - Junho de 1998)
- Panasonic (Julho de 1995 - Março de 2000)
- Nissan (Julho de 1997 - Janeiro de 1998)
- Coca-Cola (Março de 1998 - Maio de 1998)
- All Nippon Airways (Maio de 1998 - Maio de 1999)
- Morinaga & Company (Agosto de 2000 - atualmente)
- Suntory (Junho de 2004 - atualmente)